# Stictoptera basisuffusa
Stictoptera basisuffusa är en fjärilsart som beskrevs av Embrik Strand 1917. Stictoptera basisuffusa ingår i släktet Stictoptera och familjen nattflyn. Inga underarter finns listade i Catalogue of Life.